# Comtat de Viborg
El comtat de Viborg (en danès Viborg Amt) fou un antic comtat (amt) al centre-nord de la península de Jutlàndia, a Dinamarca. La divisió en comtats va deixar d'existir l'1 de gener del 2007, quan una reforma municipal va substituir els comtats per divisions més grans, les regions, el territori del comtat de Viborg es va integrar a la nova Regió de Midtjylland, excepte els antics municipis d'Aalestrup, Hanstholm, Morsø, Sydthy i Thisted que van passar a la nova Regió de Nordjylland. Era format entre 1970 i 2006 pels antics municipis de: Bjerringbro, Fjends, Hanstholm, Hvorslev, Karup, Kjellerup, Morsø, Møldrup, Sallingsund, Skive,Spøttrup, Sundsøre, Sydthy, Thisted, Tjele, Viborg i Aalestrup.